# Каикс, Наполеоне
Наполеоне Каикс (итал. Napoleone Caix; 17 августа 1845, Боццоло — 22 октября 1882, там же) — итальянский филолог, профессор во Флоренции.
Важнейшие работы Каикса:
- «Исследования романской и итальянской этимологии» (итал. «Studi di etimologia italiana e romanza»; Флоренция, 1878),
- «Происхождение итальянского поэтического языка» (итал. «Le origini della lingua poetica italiana...»; 1880),
- «Опыт истории итальянского языка и его диалектов» (итал. «Saggio sulla storia della lingua e dei dialetti d’Italia»),
- «Наблюдения за итальянским вокализмом» (итал. «Osservazioni sul vocalismo italiano») и др.